# Godzilla (guitarra)
Godzilla es una guitarra de 2 mástiles diseñada y usada por el músico Saul Hudson (Slash), fue construida por la marca de guitarras Guild.

## Características
Es una guitarra construida caoba que tiene una cámara acústica. Esta guitarra tiene en su parte superior una guitarra acústica de 12 cuerdas construida con un mástil de Palo Rosa, que le da a Slash un sonido acústico, y en el mástil inferior, tiene una guitarra eléctrica de 6 cuerdas, con pastillas marca Seymour Duncan, con 2 controles para volumen y 2 controles para tono. La guitarra posee un Miniswitch para cambiar el sonido de acústica a eléctrica, y eléctrica a acústica. 
Hay muchas versiones, en lo que colores respecta, como por ejemplo: negro, verde, rojo, blanco, pero Slash posee un modelo verde transparente (de ahí el nombre).